# 艾哈迈德·桑贾尔

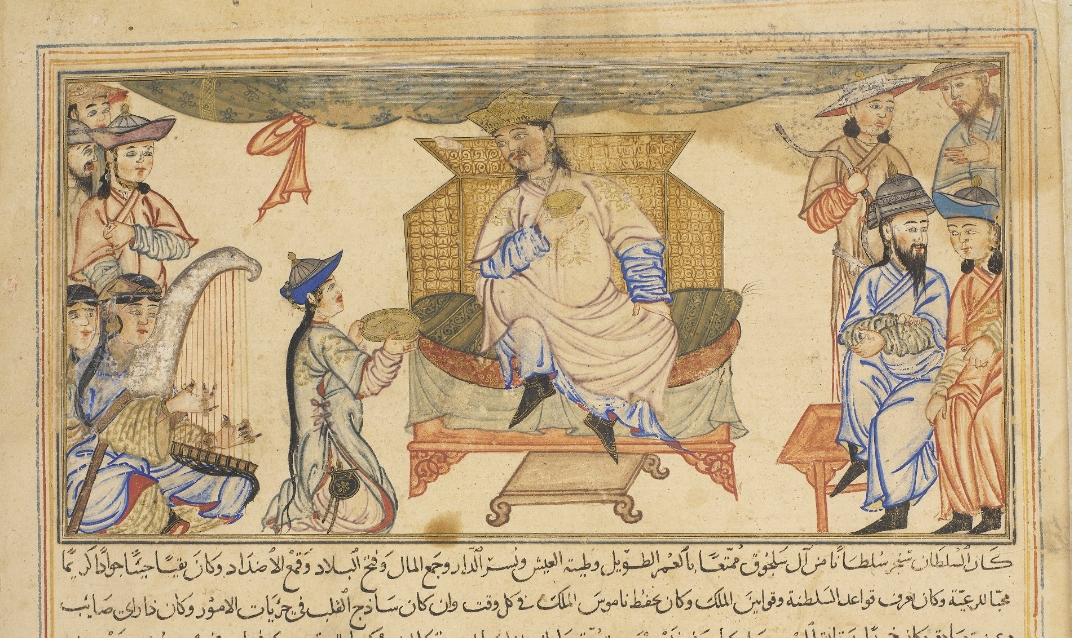
坐在王座上的艾哈邁德·桑賈爾

艾哈迈德·桑贾尔（土耳其語：Ahmed Sencer，波斯語：‎，1085年—1157年5月8日），又称桑贾尔苏丹，塞尔柱帝国中期蘇丹,
實際統治期約為1118年至1153年。桑贾尔執政期間終結帝國近二十年來的內戰，恢復了塞爾柱帝國的經濟發展，重新確立了對周邊藩屬國的統治權。然而桑贾尔在卡特万之战的大敗使帝國重新陷入動盪，最終失去河中地區、波斯的掌控。

## 內戰與平亂
桑贾尔是苏丹马利克沙一世之子。在父親驟逝后，桑贾尔的兄弟馬哈茂德一世、巴爾基雅魯克、穆罕默德一世等人起兵争夺蘇丹位。短短十餘年間三人輪流上位，期間桑賈爾也參與了蘇丹大位的繼承戰。直至1096年，桑贾尔被弟弟穆罕默德一世封为大呼罗珊总督，以内沙布尔为统治中心掌管波斯地區，然而许多不滿的地方豪強起兵反抗，使波斯捲入戰亂中。
接下来的数年里，桑贾尔持續與地方勢力作戰並收服了他們。在穩定了波斯大部分地區的情勢後，桑贾尔開始鎮壓波斯境內以刺客聞名的阿薩辛教團，成功拔除了該教團的若干據點。然而根據軼聞，在進軍阿薩辛大本營阿剌模忒堡的一日清晨，桑賈爾驚覺床沿插著一把匕首，匕首釘著的紙條寫著來自阿薩辛首領哈桑·薩巴赫的問候。桑賈爾對這次「訪問」感到震驚，決定派遣使節前往阿剌模忒堡。最後，雙方達成互不侵犯的協議。

## 大權在握

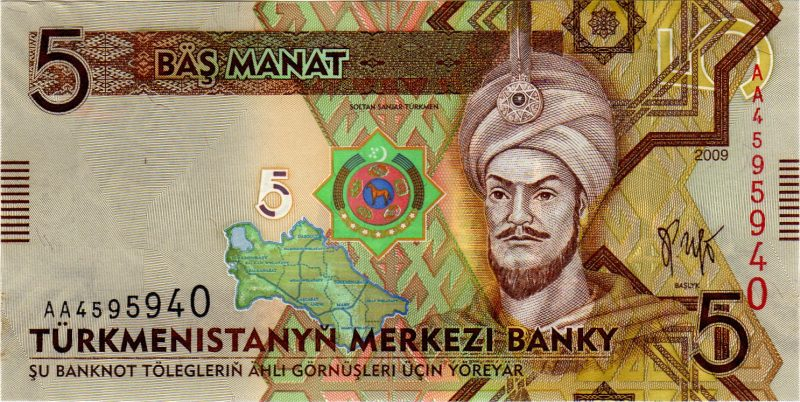
5土库曼马纳特纸币上的艾哈迈德·桑贾尔像

1102年，桑賈爾击败了喀喇汗国的入侵，在泰尔梅兹附近杀死了其君主巴兹尔。1107年，他入侵古尔王朝，擒获其君主伊茲丁·胡賽因，强迫他向自己进贡後将其释放。
1118年，穆罕默德一世過世，桑贾尔與伊拉克等地的官員交好，越過名義上的統治者馬哈茂德二世，成為帝國實際上的蘇丹，並帶領帝國進入了一段相對平穩的時期。桑賈爾任內邀請了大量文學家進入宮廷中，使沒落的波斯文學得以再次發展，諸如穆齊茲、尼扎米阿魯茲、安瓦里等波斯詩人皆於此時期活躍。

## 帝國的黃昏
1138年，花剌子模的統治者阿拉烏丁·阿即思多次宣布獨立，在接下來數年屢次率部與桑賈爾交戰。
1141年，在承認阿即思為花剌子模的合法統治者後，桑贾尔偕同妹夫，卡庫伊德王朝的加爾夏斯二世一齊进攻西辽，在卡特万之战中大败，加爾夏斯二世被杀，桑贾尔仅得以率十五名马夫逃走。此战使塞尔柱從此失去了锡尔河一帶的領地，阿即思也趁此時再度反叛，與花剌子模的紛爭使帝國重新陷入動盪之中。
1153年，来自Khuttal和巴克特里亚的乌古斯人擒获桑贾尔，将其囚禁直至1156年。在其被抓期间，这些乌古斯人攻陷了内沙布尔，杀害了沙斐仪派法学家穆罕默德·伊本·葉海亞。
桑贾尔在1157年死去，葬于今日土库曼斯坦的梅尔夫。他的坟墓在1221年蒙古征服花剌子模的时候被毁。
今日土库曼斯坦的5马纳特纸币正面有他的头像。